# فرافسفرگیری
فرافسفرگیری یا فرافسفریلاسیون (به انگلیسی: Hyperphosphorylation) هنگامی رخ می‌دهد که محل‌های فسفرگیری مادهٔ زیست زیست شیمیایی به طور کامل پر شوند. فرافسفرگیری نقش مهمی در تنظیم فرایند تقسیم سلولی دارا می‌باشد. اگر فرافسفرگیری هنگام تقسیم سلولی به درستی انجام نشود ممکن است منجر به بروز سرطان شود. فرایند فرافسفرگیری به شکل وسیع در سلول‌های دارای هسته دیده می‌شود. فرایند تقسیم سلولی دارای مراحل گوناگون است که به شکل پیاپی رخ می‌دهند تنظیم جابه جایی میان این مراحل یکی از وظایف فرافسفرگیری است. کینازها و فسفاتازها از آنزیم‌های فعال در فرایند فرافسفرگیری هستند. کیناز یا فسفوترانسفرازها آنزیم‌هایی هستند که گروه فسفات پرانرژی را از مولکول‌هایی مانند ATP (آدنوزین تری فسفات) به سوبستراهای خود منتقل می‌کنند. به دلیل نقش آنزیم کیناز در فرایند فرافسفرگیری این آنزیم به عنوان کلید کنترلی برای انجام بسیاری از فعالیت‌های سلولی از زمان رشد تا هنگام مرگ عمل می‌کند. در هر لحظه در هر سلول بیش از ۵۰۰ کیناز مختلف در حال عملکرد هستند. کینازها تقریباً در تمام جنبه‌های فیزیولوژی دخالت دارند. از جمله کینازهای بدن آنزیم مبدل آنژیوتانسین می‌باشد. فسفاتاز آنزیمی است که بوسیله هیدرولیز کردن مونواسترهای اسید فسفریک و تبدیل آنها به یون فسفات و مولکولی با یک گروه هیدروکسیل آزاد، گروه فسفات را از پیش‌ماده (سوبسترا) خود جدا می‌سازد. این کارکرد آنزیم برعکس عمل آنزیم‌های کیناز و فسفوریلاز است. آنزیم‌های کیناز و فسفوریلاز گروه‌های فسفات خود را با استفاده از مولکول‌های پرانرژی مثل ATP به پیش ماده خود متصل می‌کنند.
آلکالین فسفاتاز یکی از فسفاتازهای رایج در بسیاری از موجودات زنده ‌است.